# Putovići
Putovići su naseljeno mjesto u gradu Zenici, Federacija Bosne i Hercegovine, BiH.
Nalaze se na desnoj obali rijeke Bosne.

## Povijest
U Putovićima su nađeni ostatci antičkog naselja i komunikacija.

## Stanovništvo

### 1971.
Nacionalni sastav stanovništva 1971. godine, bio je sljedeći:
ukupno: 681
- Muslimani - 570 (83,70%)
- Srbi - 110 (16,15%)
- ostali, neopredijeljeni i nepoznato  - 1 (0,14%)

### 1981.
Nacionalni sastav stanovništva 1981. godine, bio je sljedeći:
ukupno: 743 
- Muslimani - 627 (84,39%)
- Srbi - 104 (14,00%)
- Slovenci - 1 (0,13%)
- Jugoslaveni - 9 (1,21%)
- ostali, neopredijeljeni i nepoznato  - 2 (0,26%)

### 1991.
Nacionalni sastav stanovništva 1991. godine, bio je sljedeći:
ukupno: 799
- Muslimani - 723 (90,49%)
- Srbi - 69 (8,63%)
- Jugoslaveni - 6 (0,75%)
- ostali, neopredijeljeni i nepoznato  - 1 (0,12%)

### 2013.
Nacionalni sastav stanovništva 2013. godine, bio je sljedeći:
ukupno: 823
- Bošnjaci - 769 (93,44%)
- Hrvati - 3 (0,36%)
- Srbi - 1 (0,12%)
- ostali, neopredijeljeni i nepoznato - 50 (6,08%)